# Hirasa mesanoleuca
Hirasa mesanoleuca là một loài bướm đêm trong họ Geometridae.